# هاري بنكي
هاري ج بنكي (بالإنجليزية: Harry J. Buncke)‏ ـ (1922 ـ 18 مايو 2008) جراح تجميل أمريكي يلقب بأبي الجراحة المجهرية لإنجازاته التي ساهمت في تأسيس وتطوير الجراحات المجهرية الترميمية وجراحة اليد. خلال خمسينيات القرن المنصرم قام الدكتور بنكي بإجراء تجارب إعادة ربط شرايين أُذن الأرنب في مختبره في قعر منزله. وبعد فشل 56 تجربة، نجحت التجربة السابعة والخمسين والتي اعتبرت فجرا جديدا في هذا المجال. استمر الدكتور بنكي في تطوير هذا المجال وأثبت أن بالإمكان إعادة الأطراف المبتورة بالجراحة المجهرية. واصَل بعد ذلك تطويره لجراحة اليد واستطاع أن يقوم بزراعة أصابع الأقدام عوضا عن الإبهام المبتور. أصبحت العملية فيما بعد عملية روتينية في عيادات بنكي التي أصبحت واحدة من أعرق مراكز التدريب في هذ التخصص.
رأس الجمعية الأمريكية لجراحة اليد والجمعية الدولية للجراحة الميكروسكوبية الترميمية، والرابطة الأمريكية لجراحة التجميل. عمل أستاذاً للجراحة بكل من جامعة ستانفورد وجامعة كاليفورنيا بسان فرانسيسكو. وضع 15 فيلماً وشريطاً تلفزيونياً وأربعة كتب جراحية وأكثر من 400 ورقة بحثية.

## وصلات خارجية
- California Pacific Medical Center: Harry J. Buncke; Father of Microsurgery
- SFGate: Saving limbs is a family business at the Buncke Clinic